# Королівська армія Данії
Королівська армія Данії (дан. Hæren «військо»; фар. Herurin; гренл. Sakkutuut) — сухопутні війська Данського королівства. Складають разом із Данською охороною наземний компонент Збройних сил Данії. 
За останнє десятиліття Королівська армія Данії зазнала масштабних перетворень у структурі, оснащенні та методиці вишколу, відмовившись від своєї традиційної ролі оборони проти вторгнення та натомість зосередившись на операціях поза зоною відповідальності, зменшивши, серед іншого, чисельність військовозобов'язаних і резервного компоненту та збільшивши дійсний (постійний) компонент, а також перейшовши зі співвідношення 60% системи тилового забезпечення і 40% засобів бойового застосування до 40 і 60 відсотків відповідно. Після цілковитого впровадження змін данські сухопутні війська зможуть постійно розгортати 1500 військовослужбовців на трьох різних континентах безперервно або 5000 військовиків на короткий проміжок часу в міжнародних операціях без будь-яких надзвичайних заходів, як-от схвалення парламентом відповідного законодавчого акту про фінансування війни.

## Історія
Заснована 1614 року після Кальмарської війни Королівська данська армія спочатку призначалася для запобігання конфліктам і війнам, підтримання суверенітету Данії та захисту її інтересів. З часом ці цілі переросли і в необхідність захисту свободи та мирного розвитку у світі з повагою до прав людини.

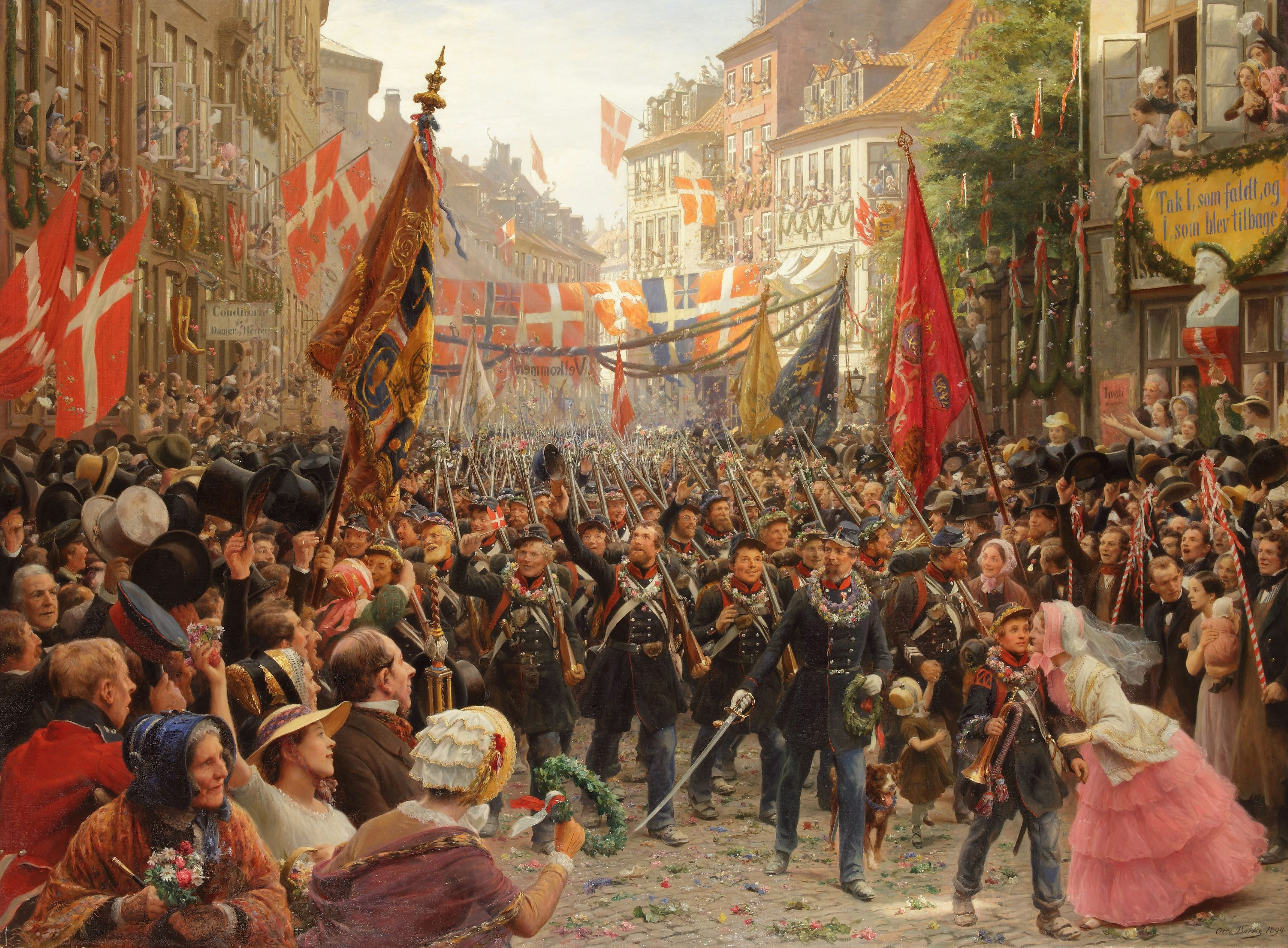
Данських військових ветеранів тепло зустрічають удома, вітаючи як переможців на вулицях Копенгагена після їх повернення з Першої Шлезвізької війни, 1849. На банері написано «Дякуємо вам, хто поліг, і вам, хто вижив»

Її головнокомандувачем увесь ранній новий час, у Тридцятилітній війні, Дансько-шведській війні (1657—1658), Сконській війні, Великій Північній війні, Театральній війні та Наполеонівських війнах залишався данський король. Однак 1815 року в результаті тривалої еволюції та розподілу командування було створено чотири загальні командування з королем як верховною владою: Зеландія та прилеглі острови, Фюн Лангеланн, Ютландія та герцогства Шлезвіг і Гольштейн. Водночас стала настійною потреба в утриманні армії в мирний час, відтак було створено Армійське оперативне командування.
Королівська армія Данії була історично невід'ємною частиною оборони Данії, тому безперервно брала участь у війнах, сутичках і боях для захисту її інтересів, зокрема в різних територіальних війнах зі Швецією, Росією та Пруссією, в Наполеонівських війнах на боці Франції та в Другій світовій війні, де в суперечливих умовах відзначилася діями проти волі уряду Данії, який розпорядився негайно капітулювати перед Німеччиною. У сучасному світі Королівська армія Данії становить кістяк данських міжнародних місій, як-от місії в Косові, Іраку та Афганістані.

## Сьогодення

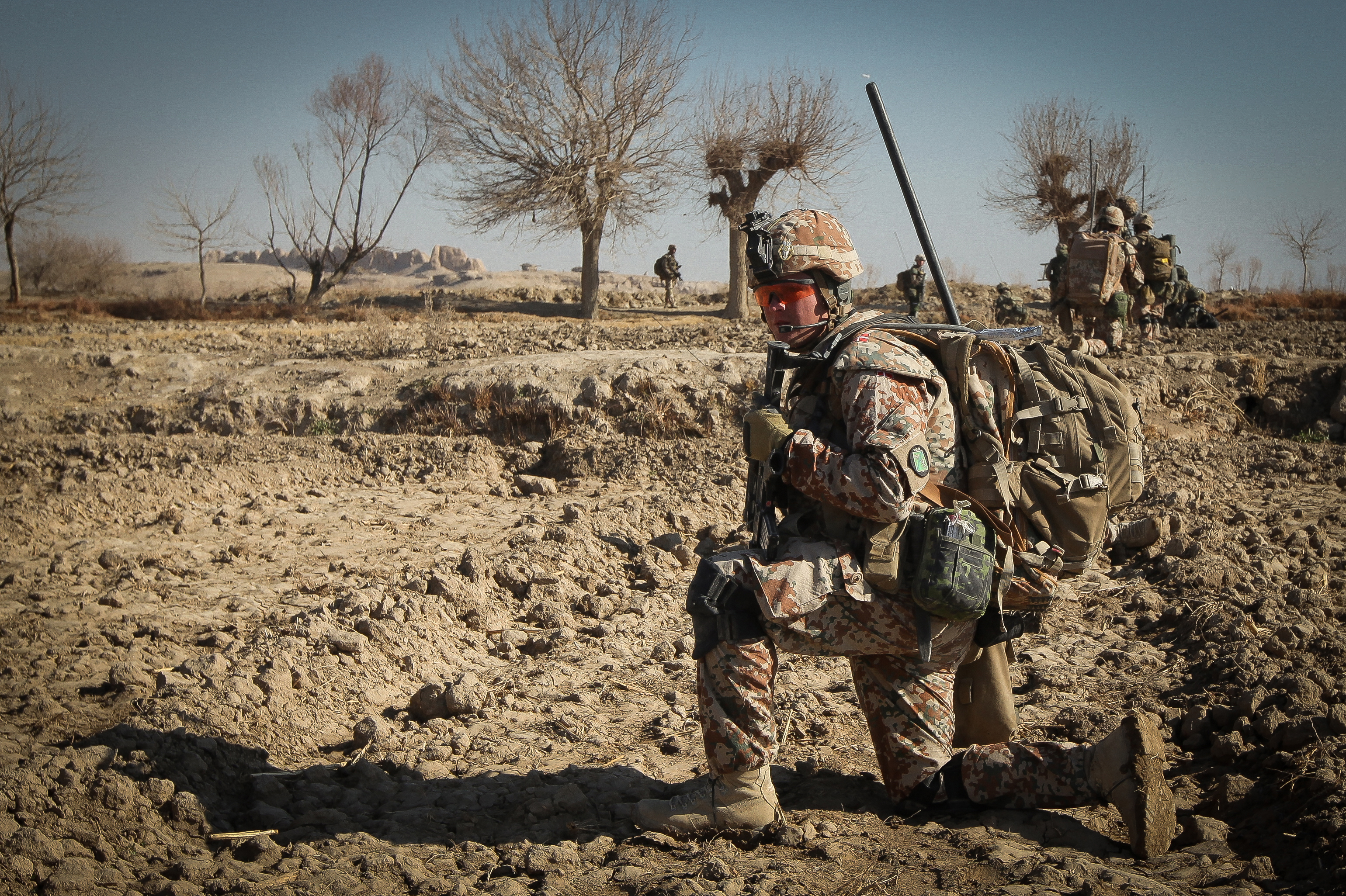
Данський солдат, оглядаючи афганські рівнини, зупинився під час пішого патрулювання в районі Нахр-е-Сарадж провінції Гільменд (Афганістан), 6 січня 2012 р.

Королівська данська армія долучається до низки миротворчих операцій ООН і НАТО та нетрадиційних бойових дій, починаючи від участі в Югославських війнах на підставі мандата ООН у 1994 році, особливо 29 квітня 1994 року, коли особовий склад шведського спостережного пункту ООН під Тузлою потрапив під обстріл із боку боснійських сербів і йому прийшли на допомогу данські танкісти з батальйону Nordbat2. Королівська армія Данії також залучалася до війни в Косові, де донині продовжує спільно з Данською самообороною підтримувати миротворчі операції в рамках місії ООН. Крім того, Королівська армія Данії брала участь у війні в Іраку з 2003 по 2007 рік зі значним контингентом вояків, відповідальних разом із британцями за створення та підтримку миру в провінції Басра.
17 серпня 2003 року Данія втратила в Іраку свого першого солдата — 34-річний молодший капрал Ютландського драгунського полку Пребен Педерсен став першим вояком коаліції не зі складу військ Сполучених Штатів чи Британії, який загинув у війні в Іраку. Починаючи з 2001 року, Королівська армія Данії також брала участь у війні в Афганістані, де 760 данських вояків спільно з британськими армійцями вступали у важкі сутички з Талібаном у провінції Гільменд. Данська армія вивела свої бойові сили з Афганістану в травні 2014 року. Після того, як у 2015 році за безпеку в Афганістані взяла на себе відповідальність Афганська національна армія, данська армія забезпечувала вишкіл і консультаційну та безпекову підтримку в рамках місії «Рішуча підтримка».
У намаганні полегшити роботу поліції у Копенгагені та на пунктах прикордонного контролю, 2017 року данські військовики у багатьох місцях замінили поліціянтів, що стало першим випадком за 86 років, коли солдати були використані для підтримання порядку в містах.